# Tetipac
Tetipac är en ort i Mexiko.   Den ligger i kommunen Tetipac och delstaten Guerrero, i den sydöstra delen av landet, 100 km sydväst om huvudstaden Mexico City. Tetipac ligger 1 676 meter över havet och antalet invånare är 2 042.
Terrängen runt Tetipac är bergig. Runt Tetipac är det ganska tätbefolkat, med 139 invånare per kvadratkilometer. Närmaste större samhälle är Taxco de Alarcón, 11,2 km söder om Tetipac. I omgivningarna runt Tetipac växer huvudsakligen savannskog.